# 賢者の贈り物
「賢者の贈り物」（けんじゃのおくりもの、原題：The Gift of the Magi）は、オー・ヘンリーの代表作となった短編小説。
新約聖書の、東方の聖者がキリストの誕生を贈り物を持って祝いに来たエピソードを下敷きに、贈り物をめぐる行き違いを描いた。
クリスマス劇の演目としても人気が高く、皮肉だが暖かい結末はオマージュが繰り返され、非常に知名度が高い。

## あらすじ
貧しいジェイムズ・ディリンガム・ヤング夫妻が、お互いにクリスマスプレゼントを買うお金を工面しようとする。
夫のジムは、祖父から父そして自分へと受け継いだ金の懐中時計を宝物にしていた。
妻のデラは、膝下まで届く美しい髪を持ち、それはまた夫婦の宝物でもあった。
デラは、懐中時計に付けるプラチナの鎖を夫へのプレゼントとして買うために、髪の毛を買い取る商人マダム・ソフロニーの元で宝物の髪をバッサリと切り落として売ってしまう。
一方、夫のジムは、デラが欲しがっていた鼈甲の櫛をプレゼントとして買うために、宝物の懐中時計を質に入れてしまっていた。
デラが買ったプラチナの鎖が付くはずだった懐中時計は夫の手元にはすでに無く、ジムが買った鼈甲の櫛が留めるはずだった妻の髪もすでに無く、結局お互いのプレゼントは無駄になってしまった。
だが夫婦は、お互いの「思いやり」をプレゼントとして受け取ることになった。
物語の結末で、この一見愚かな行き違いは、しかし、最も賢明な行為であったと結ばれている。